# Davik, Norge
Davik är en by i Bremangers kommun i Vestland fylke i västra Norge. Byn ligger vid fylkesväg 616, på södra sidan av Nordfjord.
Byn utgjorde tidigare centralort i dåvarande Daviks kommun i Sogn og Fjordane fylke.